# Herbert Greenfield

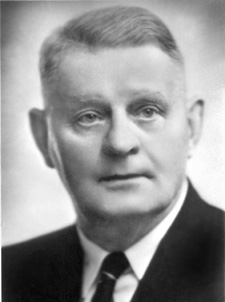
Herbert Greenfield

Herbert Greenfield (Winchester, Engeland 25 november 1869 - Calgary 23 augustus 1949) was een Canadees politicus en de vierde premier van Alberta van 1921 tot 1925.
Greenfield groeide op in Engeland en genoot daar ook onderwijs vooraleer hij in 1892 naar Canada emigreerde. Hij vestigde zich uiteindelijk in 1906 in Alberta waar hij een succesvol boerenbedrijf oprichtte. Politiek gezien behoorde Greenfield eerst tot de Liberale Partij maar al snel sloot hij zich aan bij de United Farmers of Alberta waar hij het tot vicepresident bracht.
Nadat de UFA onverwachts de provinciale verkiezingen van 1921 wonnen werd Henry Wise Wood, president van de UFA gevraagd een regering te vormen. Deze weigerde echter waarna Greenfield werd overgehaald om de taak op zich te nemen. Op 13 augustus 1921 volgde hij dan ook de uittredende premier Charles Stewart op.
Gedurende Greenfields termijn als premier werden er verbeteringen doorgevoerd in het gezondheisstelsel en het onderwijs van Alberta en werd tevens de infrastructuur verbeterd. Een groeiende split tussen de UFA leden en de regering zorgde er echter voor dat Greenfield op 23 november 1925 aftrad als premier van Alberta.
Na zijn politieke carrière werd Greenfield actief in de bloeiende olieindustrie van Alberta. Hij werd onder andere president van de Alberta Petroleum Association.